# Traje Ghillie

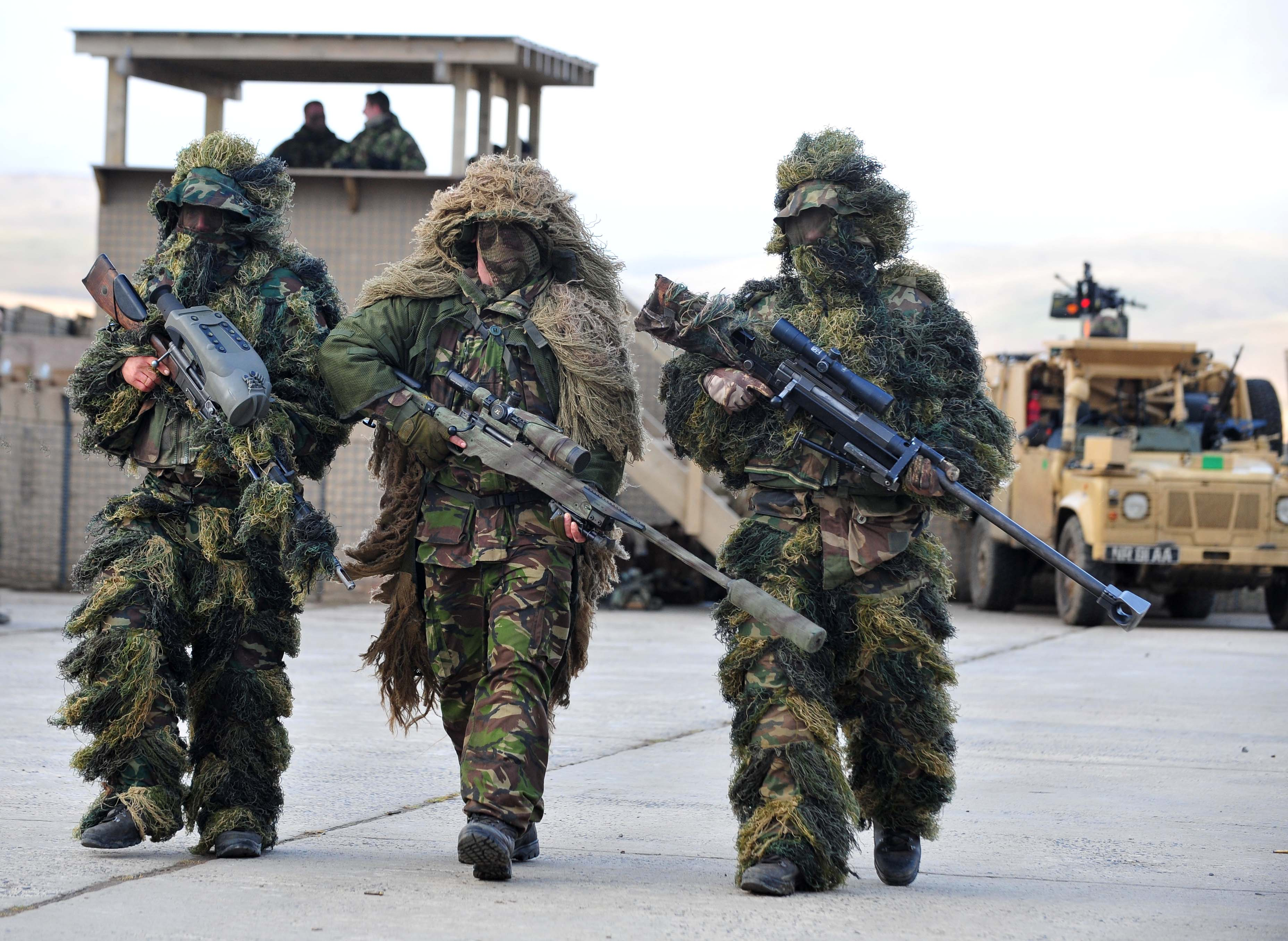
Soldados com trajes Ghillie camuflados.

Um traje ghillie ou yowie é um tipo de prenda empregada para camuflar-se em um ambiente específico, assemelhando-se a uma densa folhagem. É utilizado por francoatiradores e caçadores.